# Glorious (låt av Cascada)
Glorious är en låt med den tyska musikgruppen Cascada. Låten är skriven av Yann Peifer, Manuel Reuter, Andres Ballinas och Tony Cornelissen.

## Eurovision
Den 14 februari 2013 vann Cascada med låten i Tysklands nationella uttagning till Eurovision Song Contest 2013.

## Singel
Singeln släpptes för digital nedladdning från iTunes och Amazon den 8 februari 2013. Samma dag släpptes även CD-singeln på Amazon. Både den digitala singeln och CD-singeln innehåller dessutom en förlängd version av låten.

## Spårlistor
| 1. | Glorious (Video Edit)   | 3:27 |
| 2. | Glorious (Extended Mix) | 4:43 |

| 1. | Glorious (Video Edit)   | 3:27 |
| 2. | Glorious (Extended Mix) | 4:42 |

## Video
Den 1 februari 2013 släpptes den tillhörande musikvideon till låten då den laddades upp på Youtube. Videon, som visar Cascadas sångerska Natalie Horler framföra låten i en balsal medan en grupp ballerinor övar, hade i mars 2013 fler än 1,1 miljoner visningar.

## Listhistorik
Singeln debuterade på plats 36 på den tyska singellistan vecka 9 år 2013. Den klättrade upp på sjätte plats veckan därpå. Den debuterade på plats 49 på den österrikiska singellistan den 22 februari 2013 och nådde plats 29 veckan därpå. Den debuterade på plats 56 på den schweiziska singellistan den 3 mars 2013.

## Listplaceringar
| Lista     | Topplacering |
| --------- | ------------ |
| Schweiz   | 56           |
| Tyskland  | 6            |
| Österrike | 29           |